# Nathan Never
Nathan Never es una historieta italiana de ciencia ficción de la casa Sergio Bonelli Editore, creada por los guionistas sardos Michele Medda, Antonio Serra y Bepi Vigna.
Apareció por primera vez en Italia en 1991 con el episodio titulado "Agente speciale Alfa". En España, Planeta DeAgostini publicó los primeros 19 números de la serie entre 1992 y 1993. Actualmente, la publica Aleta Ediciones.

## Argumento y personajes
Nathan Never es un agente especial del futuro viviendo en una enorme megalópoli llamada sencillamente "Ciudad Este", parecida a la Los Ángeles de Blade Runner. Los niveles de crimen y violencia son tales que el gobierno autoriza y subvenciona la creación de agencias privadas de seguridad; una de las más importantes es la "Agencia Alfa", fundada y dirigida por Edward Reiser. Aquí trabaja Nathan, un expolicía. Su existencia se vio afectada por el asesinato de su mujer Laura; además, debido al trauma, su hija Ann ha estado por años en una clínica psiquiátrica en estado de shock. Nathan se había retirado a un templo Shaolin para dedicarse al estudio de artes marciales; sin embargo tuvo que incorporarse a la "Agencia Alfa" para pagar los tratamientos de su hija.
Nathan trabaja con otros agentes especiales Alfa, entre ellos figuran: su gran amiga Legs Weaver, experta con cada clase de lucha y de armas; el genio informático Sigmund Baginov; la hermosa exladrona May Frayn y su compañero Branko, un hercúleo mutante que lucha por los derechos de su gente; el robot Link; Solomon Darver, el nuevo jefe de la "Agencia Alfa" tras la muerte de Edward Reiser.
Otros personajes principales son: la fiscal de distrito Sara McBain, actual compañera de Nathan; el piloto espacial Jerry Lone; el hacker Igor; la abogada Olivia Olling.

## Spin-offs
- Legs Weaver: serie mensual dedicada al homónimo personaje, publicada desde 1995 hasta 2005.
- Asteroide Argo: serie anual que trata de las aventuras de dos agentes Alfa y sus compañeros perdidos en el espacio.
- Agenzia Alfa: serie  centrada en los coprotagonistas de la serie principal.
- Universo Alfa: serie semestral sobre los agentes de las otras secciones de la Agencia Alfa.

## Crossovers
Además de Legs Weaver, Nathan Never comparte el mismo universo narrativo con otros personajes de la editorial Bonelli: Zagor, Mister No, Martin Mystère, Dylan Dog, Dampyr y Dragonero.

## Autores

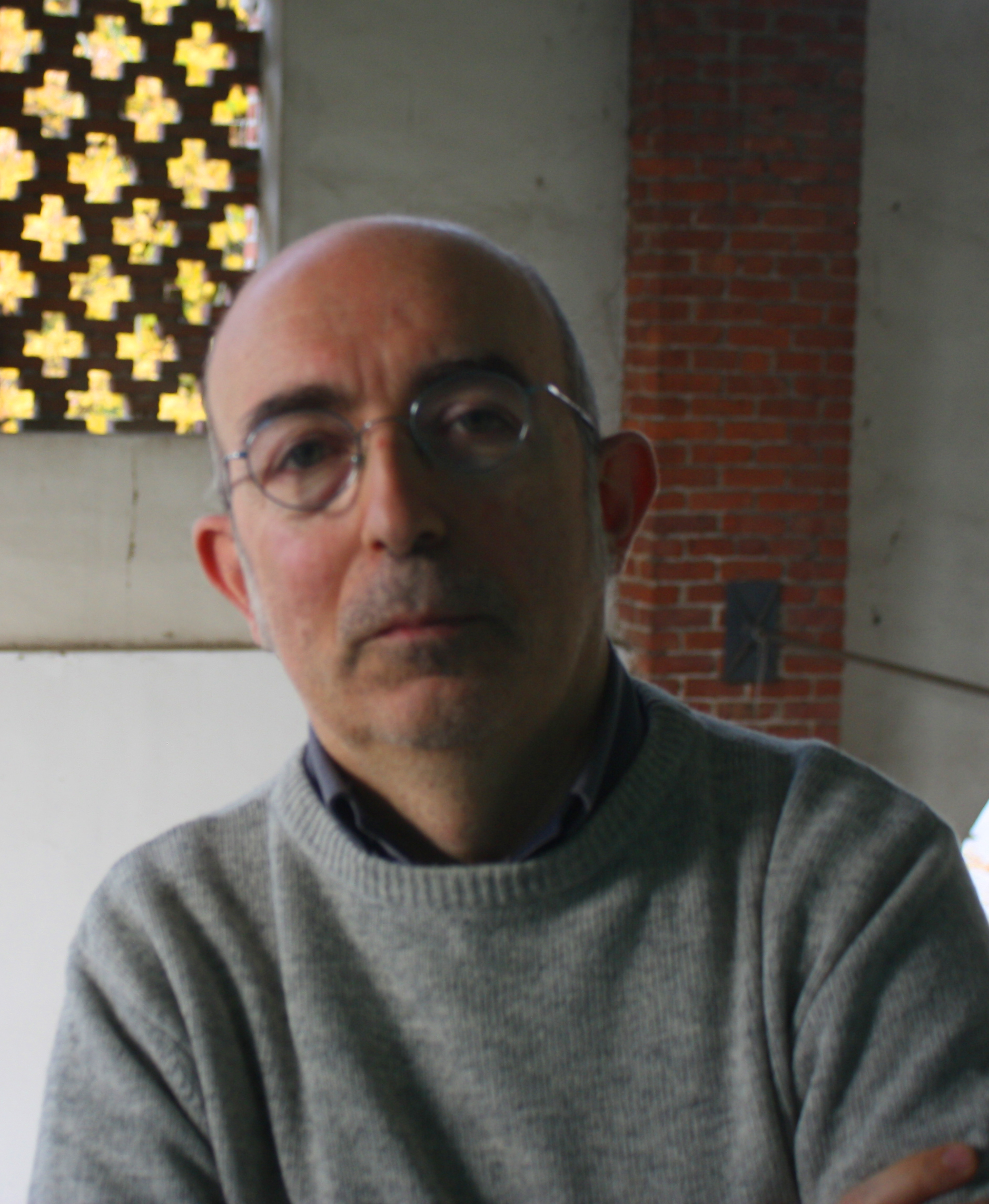
Antonio Serra, creador de Nathan Never junto a Michele Medda y Bepi Vigna.

### Guionistas
Michele Medda, Antonio Serra, Bepi Vigna, Katia Albini, Adriano Barone, Davide Barzi, Vincenzo Beretta, Sergio Bonelli (Guido Nolitta), Gianni Brusasca, Diego Cajelli, Alfredo Castelli, Gabriella Cordone Lisiero, Alessandro Crippa, Claudio Fattori, Piero Fissore, Andrea Garagiola, Giovanni Gualdoni, Giovanni Eccher, Giovanni Gualdoni, Alberto Lisiero, Stefano Marzorati, Sergio Masperi, Alberto Massaggia, Giovanni Mattioli, Federico Memola, Silvia Mericone, Luigi Mignacco, Stefano Munarini, Alberto Ostini, Mirko Perniola, Stefano Piani, Giuseppe Pili, Thomas Pistoia, Rita Porretto, Giuliano Ramella, Davide Rigamonti, Pasquale Ruju, Alessandro Russo, Giorgio Salati, Lucio Sammartino, Riccardo Secchi, Angelica Tintori, Demetrio Venturini, Stefano Vietti, Antonio Zamberletti.

### Dibujantes
Mario Alberti, Lucia Arduini, Andrea Artusi, Mario Atzori, Giuseppe Barbati, Elisabetta Barletta, Dante Bastianoni, Francesco Bastianoni, Vanessa Belardo, Carlo Bellagamba (Giez), Max Bertolini, Emanuele Boccanfuso, Germano Bonazzi, Andrea Bormida, Andrea Broccardo, Fabrizio Busticchi, Ivan Calcaterra, Silvio Camboni, Luca Casalanguida, Andrea Cascioli, Stefano Casini, Claudio Castellini, Onofrio Catacchio, Riccardo Chiereghin, Leone Cimpellin, Silvia Corbetta, Luca Corda, Gianmauro Cozzi, Rob Dakar Meli, Michela Da Sacco, Massimo Dall'Oglio, Roberto De Angelis, Mariano De Biase, Simona Denna, Paolo Di Clemente, Roberto Diso, Nando y Denisio Esposito (Esposito Bros.), Daniele Fabiani, Antonio Fara, Ivan Fiorelli, Valentino Forlini, Alessandro Fusari, Pier Nicola Gallo, Sergio Giardo, Maurizio Gradin, Fabio Jacomelli, Mario Jannì, Anna Lazzarini, Patrizia Mandanici, Marcello Mangiantini, Nicola Mari, Guido Masala, Sergio Masperi, Stefano Martino, Alessia Martusciello, Italo Mattone, Ernesto Michelazzo, Francesco Mortarino, Andrea Mutti, Giancarlo Olivares ,Leonardo Ortolani, Luana Paesani, Francesca Palomba, Davide Perconti, Elena Pianta, Luigi Piccatto, Alberto Pizzetti, Antonella Platano, Giacomo Pueroni, Rosario Raho, Luciano Regazzoni, Matteo Resinanti, Renato Riccio, Pino Rinaldi, Francesco Rizzato, Corrado Roi, Valentina Romeo, Mario Rossi, Alessandro Russo, Matteo Santaniello, Stefano Santoro, Oscar Scalco (Oskar), Gigi Simeoni, Lucilla Stellato, Romeo Toffanetti, Gino Udina, Cesare Valeri, Carlo Velardi, Gino Vercelli, Antonella Vicari, Vanna Vinci, Ivan Vitolo, Pietro Vitrano, Roberto Zaghi, Melissa Zanella, Ivan Zoni.

## Videojuego
En 1992, año siguiente al estreno de la historieta, la software house de Bolonia Genias desarrolló un videojuego licenciado para el Amiga, titulado Nathan Never: The Arcade Game.